# Nils Sigvastsson
Nils Sigvastsson (Nicolaus Sigvasti) var en svensk präst, bördig från Kalmar.
Nils Sigvastsson omtalas i samtida källor första gången 1309, då han var magister och vistades vid kurian som prokurator för ärkebiskop Nils Kettilsson. 22 november 1309 utverkade han åt sig ett kanonikat i Linköping, fastän han då redan innehade ett sådant i Uppsala med Tierps prebende. Han var en avgjord anhängare av Birger Magnusson i dennes kamp mot hertigarna och förde vid kurian kungens talan. 1317 återvände Nils Sigvastsson som fullmyndig kollektor för hela Norden. Med de insamlade medlen begav han sig 1319 till Rom men i trakten av Ribe led han skeppsbrott. Omkring 1322 ingav han till kurian en för kännedom om kyrkliga förhållanden i Norden mycket viktig rapport om sin kollektorsverksamhet (utgiven av Ludvig Magnus Bååth 1936). 1324 utverkade han åt sig provision på archidiakonantet i Uppsala efter Erik Birgersson men verkar ha vistats vid kurian i Rom större delen av sitt återstående liv. I ett dokument från 1330 omtalas han som död. Nils Sigvastsson var den förste kände svensk som direkt tjänstgjorde vid kurian.